# Горња Франконија
Горња Франконија (бав. Obafrankn) је један од седам административних региона немачке државе Баварска.
| Окрузи | Аутономни градови                      |
| --- | -------------------------------------- |
| 1. Бамберг 2. Бајројт 3. Кобург 4. Форхајм 5. Хоф 6. Кронах 7. Кулмбах 8. Лихтенфелс 9. Вунсидел им Фихтелгебирге | 1. Бамберг 2. Бајројт 3. Кобург 4. Хоф |